# 서권순
서권순(徐權順, 1946년 10월 14일 ~ )은 대한민국의 배우이다. 1968년 연극배우로 데뷔하였으며 1969년 MBC 1기 공채 탤런트로 정식 데뷔하였다.
본관은 달성(達城)이다.

### 영화
- 1989년 : 영화 《백치원앙》
- 1990년 : 영화 《우묵배미의 사랑》 ... 여주댁 역
- 1992년 : 영화 《영구와 황금박쥐》 ... 영구 어머니 역
- 1992년 : 영화 《머저리와 도둑놈》
- 1992년 : 영화 《사랑과 눈물》
- 1997년 : 영화 《3인조》 ... 수녀원장 역
- 2014년 : 영화 《열애》 ... 희라 역
- 2018년 : 영화 《애연》 ... 시어머니 역

### TV 드라마
KBS
- 《신세대 보고 - 어른들은 몰라요》(1995년)
- 《목욕탕집 남자들》(1996년) - 박 마담 역
- 《여자는 어디에 머무는가》(1997년)
- 《종이학》(1998년)
- 《학교》(1999년) - 혁수 어머니 역
- 《부부클리닉 사랑과 전쟁》(1999년 ~ 2009년)
- 《명성황후》(2001년) - 심순택의 처 역
- 《가정의 달 특집 드라마 - 꿈꾸는 가족》(2001년)
- 《내사랑 누굴까》(2002년) - 고은 모 역
- 《대추나무 사랑걸렸네》(2002년)
- 《마법전사 미르가온》(2005년) - 아라 외할머니 역
- 《파트너》(2009년) - 시어머니 역
- 《사랑하길 잘했어》(2010년) - 정림 역
- 《부부클리닉 사랑과 전쟁 2》(2011년 ~ 2014년)
- 《강력반》(2011년) - 박 여사 역
- 《뻐꾸기 둥지》(2014년) - 곽희자 역
- 《이름 없는 여자》(2017년) - 서말년 역
- 《오케이 광자매》(2021년) - 오맹자 역 (목소리 출연)
- 《빨강구두》(2021년) - 조금순 역 (특별출연)
- 《수지맞은 우리》(2024년) - 박복선 역

MBC
- 《사랑하는 갈대》(1969년)
- 《박순경》(1982년)
- 《수사반장》(1969년)
- 《113 수사본부》(1969년)
- 《간난이》(1983년) - 윤석호 누나 역
- 《사랑과 진실》(1985년)
- 《첫사랑》(1986년)
- 《한지붕 세가족》(1986년)
- 《인생화보》(1987년)
- 《푸른교실》(1987년)
- 《또래와 뚜리》(1988년) - 성탁 모 역
- 《전원일기》(1988년) - 김재호가 다니는 읍내다방 마담 역
- 《원미동 사람들》(1988년)
- 《황제를 위하여》(1989년)
- 《제5열》(1989년)
- 《천사의 선택》(1989년)
- 《수사반장》(1989년)
- 《별난가족 별난학교》(1990년)
- 《동요나라》(1991년)
- 《동의보감》(1991년)
- 《두 자매》(1992년) - 그리스 킴 역
- 《제3공화국》(1993년) - 김현신 역
- 《전원일기》(1994년) - 병원 부인과 의사 역
- 《전원일기》(1994년) - 양촌리를 찾아온 떠돌이 점쟁이 역 (679회 이상한 손님 편)
- 《야망》(1994년)
- 《제4공화국》(1995년)
- 《전원일기》(1996년) - 양촌리 김 회장 큰며느리 은영의 친정어머니 역
- 《춘향 아씨 한양 왔네》(1996년)
- 《덕혜》(1996년)
- 《청춘시트콤 남자 셋 여자 셋》(1996년) - 신동엽의 어머니 서권순 역
- 《사랑한다면》(1996년)
- 《사랑의 조건》(1997년)
- 《내가 사는 이유》(1997년) - 명화 모 역
- 《영웅반란》(1997년)
- 《방울이》(1997년)
- 《예감》(1997년)
- 《그대 그리고 나》(1997년)
- 《보고 또 보고》(1998년)
- 《여자 대 여자》(1998년)
- 《그날 이후》(1998년)
- 《사랑을 위하여》(1998년)
- 《적과의 동거》(1998년)
- 《수줍은 연인》(1998년)
- 《사랑과 성공》(1998년)
- 《눈물이 보일까봐》(1999년)
- 《느낌이 좋아》(2000년)
- 《월요시트콤 세 친구》(2000년) - 박상면의 교제녀 이아현의 어머니 서권순 역으로 단역, 정신과 의사 정웅인의 교제녀 채민희의 어머니 서권순 역으로 단역
- 《이브의 모든 것》(2000년)
- 《신 귀공자》(2000년)
- 《청춘시트콤 뉴 논 스톱》(2000년) - 소호그룹 회장 김광남(박광남 분)의 부인이며 김성수의 어머니 서권순 역으로 단역
- 《어쩌면 좋아》(2001년)
- 《결혼의 법칙》(2001년)
- 《그 여자네 집》(2001년)
- 《가을에 만난 남자》(2001년)
- 《매일 그대와》(2001년)
- 《인어 아가씨》(2002년) - 홍미성 역
- 《죽도록 사랑해》(2003년)
- 《그대 아직도 꿈꾸고 있는가》(2003년)
- 《위풍당당 그녀》(2003년)
- 《나의 숨은 사랑》(2004년) - 진욱 모 역
- 《왕꽃 선녀님》(2004년) - 박보살 역
- 《안녕 프란체스카 시즌 3》(2005년)
- 《결혼합시다》(2005년)
- 《늑대》(2006년)
- 《있을 때 잘해》(2006년)
- 《케 세라 세라》(2007년)
- 《겨울새》(2007년)
- 《뉴하트》(2007년) - 한수진의 어머니 역
- 《천하일색 박정금》(2008년) - 경수 모 역
- 《하얀 거짓말》(2008년)
- 《백년의 유산》(2013년) - 홍주 모 역 (특별출연)
- 《일당백집사》 (2022년)

SBS
- 《여자》(1997년)
- 《여자만세》(2000년)
- 《여인천하》(2001년) - 귀인 정씨 역
- 《백수탈출》(2003년)
- 《파리의 연인》(2004년) - 미자 역
- 《어느날 갑자기》(2006년)
- 《완벽한 이웃을 만나는 법》(2007년) - 송영자 역
- 《가문의 영광》(2008년~2009년) - 최영자 역
- 《압록강은 흐른다》(2008년) - 대원 어머니 역
- 《아내의 유혹》(2008년 ~ 2009년) - 세화 화장품 회장 역
- 《세 자매》(2010년)
- 《괜찮아, 아빠딸》(2010년~2011년) - 은기환 친구의 부인 역
- 《사내 맞선》(2022년) - 드라마 '굳세어라 금희야'의 출연배우 역

한국교육방송공사
- 어린이 역사드라마 《점프》: 조선시대 별난 주부 《신사임당》 - 사임당(김예령)의 시어머니 홍 씨 역.

### 연극
- 《러브》

### 텔레비전 프로그램
- 1996년 KBS2 《가족오락관》
- 2002년, 2007년, 2008년 KBS1 《가족오락관》
- 2003년, 2016년 KBS2 《비타민》
- 2015년 EBS1 《토크쇼 부모 - 고수다》
- 2016년 MBC 《능력자들》
- 2017년 tvN 《코미디빅리그》
- 2020년 MBC 《미스터리 음악쇼 복면가왕》 12월 13일 방송 "한오백년"
- 2021년 JTBC 《사연 있는 쌀롱하우스》
- 2025년 JTBC 《아는 형님》494회 2025년 8월 9일 방송

### 라디오 프로그램
- 2015년 EBS FM 《EBS 책 읽는 라디오 낭독 시리즈》